# 標準ダイナミックレンジビデオ
標準ダイナミックレンジ（SDR）ビデオ（ひょうじゅんダイナミックレンジビデオ）は従来のガンマ曲線を用いた画像/レンダリング/ビデオのことで、ハイダイナミックレンジ（HDR）ビデオと対照的に標準とみなされるダイナミックレンジを示している。従来のガンマ曲線は100cd/m2の最大輝度というブラウン管（CRT）の制限をもとにしている。。最初のCRTテレビ受像機は1934年に生産され、最初のカラーCRTテレビ受像器は1954に生産された。

## 技術的詳細
一つの画像で人間の視覚が受け取ることのできるダイナミックレンジは14段前後である
。
従来のガンマ・カーブと、サンプルあたり8ビットのビット深度を有するSDRビデオのダイナミックレンジは、5%の輝度閾値を用いると約6段を有する。
（この論文では一般的なディスプレイが理想よりも暗いことを考慮して、標準的な2%ではなく、5%の閾値を採用している。）
サンプルあたり10ビットのビット深度を有するプロ用SDRビデオでは約10段のダイナミックレンジを有する
。
従来のガンマ曲線はRec. 601およびRec. 709を含んでいる
。
従来のガンマ曲線の直線部分は低照度部分のカメラノイズを制限するために使用されたが、ハイダイナミックレンジ（HDR）カメラではもはや必要ではない
。
Rec. 601の従来のガンマ曲線の例を示す：
{\displaystyle E={\begin{cases}4.500L&L<0.018\\1.099L^{0.45}-0.099&L\geq 0.018\end{cases}}}

## BT.1886電気光伝達関数（EOTF）
ITU-R勧告BT.1886はSDRのリファレンスEOTFを示している。このガンマ曲線はCRTのビデオ信号に対する応答を表している。この勧告は2011年にITUから出版された。

## 制限
従来のガンマ曲線は低照度のビデオ映像に有効で、CRT互換性があるが、ダイナミックレンジに限界があった。ヴェーバー‐フェヒナーの法則に近い伝達関数は、同じビット深度でも従来のガンマ曲線よりも広いダイナミックレンジが得られる。ハイブリッド・ログ・ガンマ（HLG）およびSMPTE ST 2084といったHDR規格は異なる伝達関数を用いてより広いダイナミックレンジが得られる。HLGはSDRディスプレイと互換性がある。